# Аминопиралид
Аминопиралид — селективный гербицид для борьбы с широколиственными сорняками, в частности чертополохов и клеверов. Он относится к группе пиридинкарбоновых кислот, куда также относятся клопиралид, пиклорам, триклопир и ещё несколько менее часто используемых гербицидов.

## Использование
Аминопиралид — гербицид из класса синтетических ауксинов, был разработан компанией Dow Chemical и выпущен на рынок в 2007 году.
Используется против проблемы сорняков, таких как репейника, виды лютика и амброзии. Он также эффективен против крапивы, одуванчика, звездчатка средняя и древесных растений из рода Rubus (ежевика и малина).
Аминопиралид представляет угрозу для овощеводов, поскольку он может поступать в пищевую цепь, длительное время сохраняясь в навозе. Он повреждает картофель, томаты и бобы, вызывает образование деформированных растений и очень сильно снижает урожай.

## Утверждение
Аминопиралид разрешён во многих странах ЕС, включая Германию и Австрию и Швейцарию.

## Продолжительность эффекта
В травах аминопиралид превращается в неактивные соединения целлюлозы. Связанный с целлюлозой аминопиралид не разлагается в анаэробных условиях не добывают, может и вновь проявлять активность, попав в навоз или компост, что может привести к повреждению сельскохозяйственных культур.